# Mercado Kermel
O Mercado Kermel (em francêsː Marché Kermel) é um mercado construído pelas autoridades coloniais francesas, em 1910. É o mercado urbano mais antigo de Dacar, capital de Senegal, e o único edifício colonial neo-mourisco na África subsaariana francófona. E é um Monumento Histórico Nacional.

## História
Em 1865, foi instalado um galpão com pilares e cobertura metálica simples, para proteger as mercadorias das intempéries.
Com o desenvolvimento e a comercialização difundida de estruturas de ferro pré-fabricadas, na Europa, para a construção de estações de trem, pontes, igrejas, entre outros, a estrutura pré-fabricada foi utilizada pela França para transformar o galpão da colônia em um mercado, com início da construção em 1908 e término em 1910. Como estava situado em um local estratégico, perto do porto marítimo e da estação ferroviária central, passou a ser o principal mercado urbano da região, até os anos de 1920, quando construíram o Mercado Sandaga.
Em 1914, foi no Mercado Kermel que ocorreu um dos primeiros eventos anticoloniais de resistência urbana na África Ocidental Francesa. Naquele ano, o Governo Colonial obrigou que os moradores do bairro, onde se encontrava o mercado, fizessem residências permanentes, pois iriam demolir suas cabanas. Ou se deslocassem para o bairro da Medina. Os vendedores das etnias Lebou e Uolofes organizaram um boicote contra os residentes europeus da região, que apoiavam a segregação residencial. Os vendedores se recusavam a vender alimentos para os europeus e seus funcionários domésticos.
No ano de 1993, ocorreu um incêndio que destruiu totalmente o mercado. E, em 1997, é reconstruído quase que idêntico ao original incendiado. A reconstrução foi financiada pelo Fundo Europeu de Desenvolvimento (Fed) e pelo Grão-Duque de Luxemburgo.
Em 1998, o Ministério da Economia e Finanças de Senegal transfere a gestão do mercado para o Município de Dacar.

## Arquitetura
O edifício foi construído em estilo neo-mourisco da época, um estilo que era muito utilizado no norte da África. Por isso que o edifício é raridade em Dacar.
No corpo principal do mercado, foi utilizado um esqueleto de ferro pré-fabricado e, para a ventilação, foi circundado por uma galeria de ferro pré-fabricado, ambos fundidos na França. A edificação possui três grandes portais de acesso, feitos em forma de arco de ferradura e com moldura em tijolos pintados de branco e vermelho em alternância,  atualmente a cor branca foi substituída por amarelo.